# Jan Mikołaj Stankiewicz
Jan Mikołaj Stankiewicz herbu Mogiła (zm. przed 25 maja 1657 roku) – marszałek sejmu zwyczajnego 1646 roku,  pisarz wielki litewski w 1653 roku, ciwun ejragolski w 1635 roku, pisarz ziemski żmudzki w 1622 roku, dworzanin Jego Królewskiej Mości, członek Rady Konsultacyjnej Litwy Szwedzkiej w latach 1655–1656 ze starostwa żmudzkiego.
Poseł Księstwa Żmudzkiego na sejm warszawski 1626 roku. Poseł na sejm 1631, 1632 roku. 
Poseł na sejm nadzwyczajny 1635 roku, sejm nadzwyczajny 1637 roku, sejm 1640 roku, sejm 1646 roku, sejm 1647 roku.
W 1648 roku był elektorem Jana II Kazimierza Wazy z Księstwa Żmudzkiego, podpisał jego pacta conventa. 
Poseł sejmiku rosieńskiego na sejm koronacyjny 1649 roku, sejm 1650 roku, sejm 1653 roku, sejm 1655 roku.
20 października 1655 roku podpisał ugodę kiejdańską.